# Богородичні антифони
Богоро́дичні антифо́ни — в римо-католицької церкві особливі піснеспіви на честь Діви Марії, виконувані в кінці богослужінь Літургії годин. 
До літургійних реформ, що були в середині XX століття, ці антифони співалися в кінці кожної служби Бревіарія, якщо ж кілька служб об'єднувалися в одну (як воно зазвичай на практиці та відбувалося), то після останньої з кожної такої серії служб. Вибір конкретного антифону залежав від поточного періоду літургійного року. Спів або читання антифону зазвичай супроводжувалося також тихим прочитанням вірша з відповіддю та молитвою. 
У реформі статутних рубрик, виробленою Папою Пієм XII 1956 року, виконання антифонів після всіх служб було скасовано, і залишено тільки після служби «Завершення дня» («Повечір'я»). У такому вигляді воно збереглося і в новому чині Літургії годин, прийнятому при Папі Павлі VI і чинному останнім часом. При цьому, звичайно, в нових богослужбових книгах не вказуються періоди, коли слід виконувати той чи інший антифон, за винятком Пасхального Часу, коли неодмінно повинен використовуватися антифон «Regina Caeli» («Tempore vero paschali, erit semper antiphona Regina Caeli» IG 92). Вірші та молитва після антифонів більше не наводяться в чині Повечір'я, проте всі ці молитви збережені в оновленому Римському Часослова (Літургії годин) як коллект в послідовності Діві Марії. Крім чотирьох відомих антифонів в нове чергування додані ще два тексти, здавна (але вкрай рідко) використовувалися в римському обряді. Це гімн «Sub tuum praesidium» (грецький текст відносять до III століття, латинський переклад XI століття) та стежок «Inviolata» (X–XI ст.) 

## Тексти
У дореформеній практиці антифони (як і всі богослужіння добового кола) читалися латинською мовою (хоча й існували переклади на національні мови, які використовувалися в інших, богослужіннях, так, наприклад, «Salve Regina» читалася в кінці розарію). Після реформи богослужіння може відбуватися і на місцевих мовах.